# Catedral Basílica de Nossa Senhora Aparecida
La Catedral Basílica Santuari Nacional de Nostra Senyora de la Concepció Aparecida, coneguda més habitualment (en portuguès) com Santuário Nacional de Nossa Senhora Aparecida, és un temple catòlic situat en el municipi brasiler d'Aparecida, en l'interior de l'estat de São Paulo. Està consagrada a l'advocació mariana de Nossa Senhora da Conceição Aparecida. És el major temple catòlic del Brasil i un dels tres més grans del món –junt amb la Basílica de Sant Pere, en el Vaticà i la Basílica de Nostra Senyora de la Pau a Costa d'Ivori– amb més de 143 mil m² de superfície construïda.
L'estructura va ser consagrada el 4 de juliol de 1980, en una cerimònia presidida pel Papa Joan Pau II, durant la seva primera visita oficial al Brasil. El 1984, la Conferència Nacional dels Bisbes del Brasil va elevar la nova basílica a Santuari Nacional. Es localitza en el centre de la ciutat, tenint com accés la "Passarel·la de la Fe", que comunica la basílica actual amb l'antiga, ambdues visitades pels romers. Ja ha rebut la visita de tres papes: Joan Pau II, Benet XVI i Francesc.
El novembre de 2016, per decret del Papa Francisco, la basílica va ser elevada a la dignitat d'Església-Catedral de l'Arxidiòcesi d'Aparecida, substituint l'anterior seu de l'arxidiòcesi, l'Església de Santo Antônio, en Guaratinguetá.
El santuari és visitat anualment per una mitjana de 12 milions de pelegrins. El 2017, tricentenari de la troballa de la Verge, el santuari va registrar el seu rècord de visitants.

## Història

### Origen
El temple té el seu origen en el descobriment d'una estàtua de la Verge Maria. Segons la tradició local, l'any 1717, tres homes van sortir a pescar en el riu Paraíba do Sul, per poder oferir un banquet al governador paulista, Pedro de Almeida, que es trobava de visita en la regió. Els pescadors van tenir una jornada nefasta, sense aconseguir cap peça, quan en una darrera temptativa van llançar la xarxa i va sortir una estàtua de la Mare de Déu: Nossa Senhora da Conceição Aparecida.
Veient quelcom movent-se al llit del riu, van tornar a llençar les xarxes, aconseguint una gran quantitat de peixos. Des de llavors, aquell punt va esdevenir un lloc on s'obtenia pesca en abundància. Es creu que l'estàtua havia estat obra del Frare Agostino de Jesus, un monjo resident a São Paulo.

L'estàtua va estar inicialment en la casa de Felipe Pedroso, un dels pescadors que la va trobar. La residència es va convertir en un lloc popular per viatjants que desitjaven resar a l'estàtua, fent que la família Pedroso es decidís a construir una petita capella per acollir la talla i els seus adeptes.

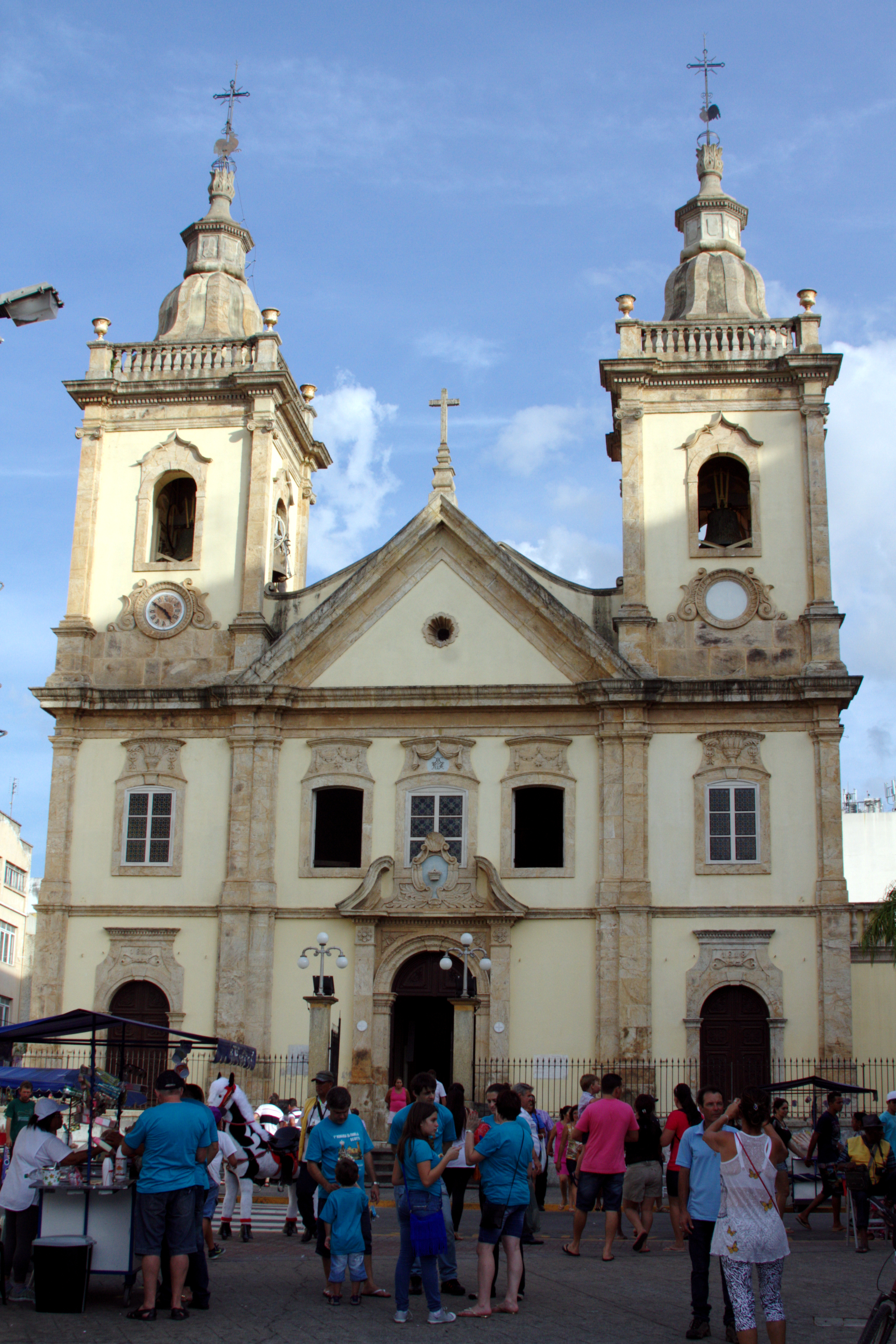
Façana de la Basílica vella

La capella va ser substituïda el 1745 per una capella major, encara de fusta. Entre 1834 i 1888 es va construir la primera basílica, en estil colonial. L'afluència augmentava i va néixer un nucli urbà al voltant, per atendre els viatgers, que l'any 1842, va rebre la consideració de freguesia del Guaratinguetá. El1928 es va decretar l'emancipació i creació del municipi d'Aparecida.
Amb el número de peregrinacions creixent contínuament, es va decidir edificar un nou recinte. La primera pedra es va plantar el 1946, però les obres no van iniciar-se fins l'11 de novembre de 1955. Des del primer moment, al temple encara en construcció s'hi van fer misses, va acollir actes i va rebre romeries. No fou fins al 3 d'octubre de 1982 que la figura de Maria va ser traslladada a la basílica nova, que havia estat consagrada dos anys abans per Joan Pau II. El nou recinte té capacitat per atendre 30.000 feligresos, deu cops més si es considera l'esplanada exterior.

### Basílica nova

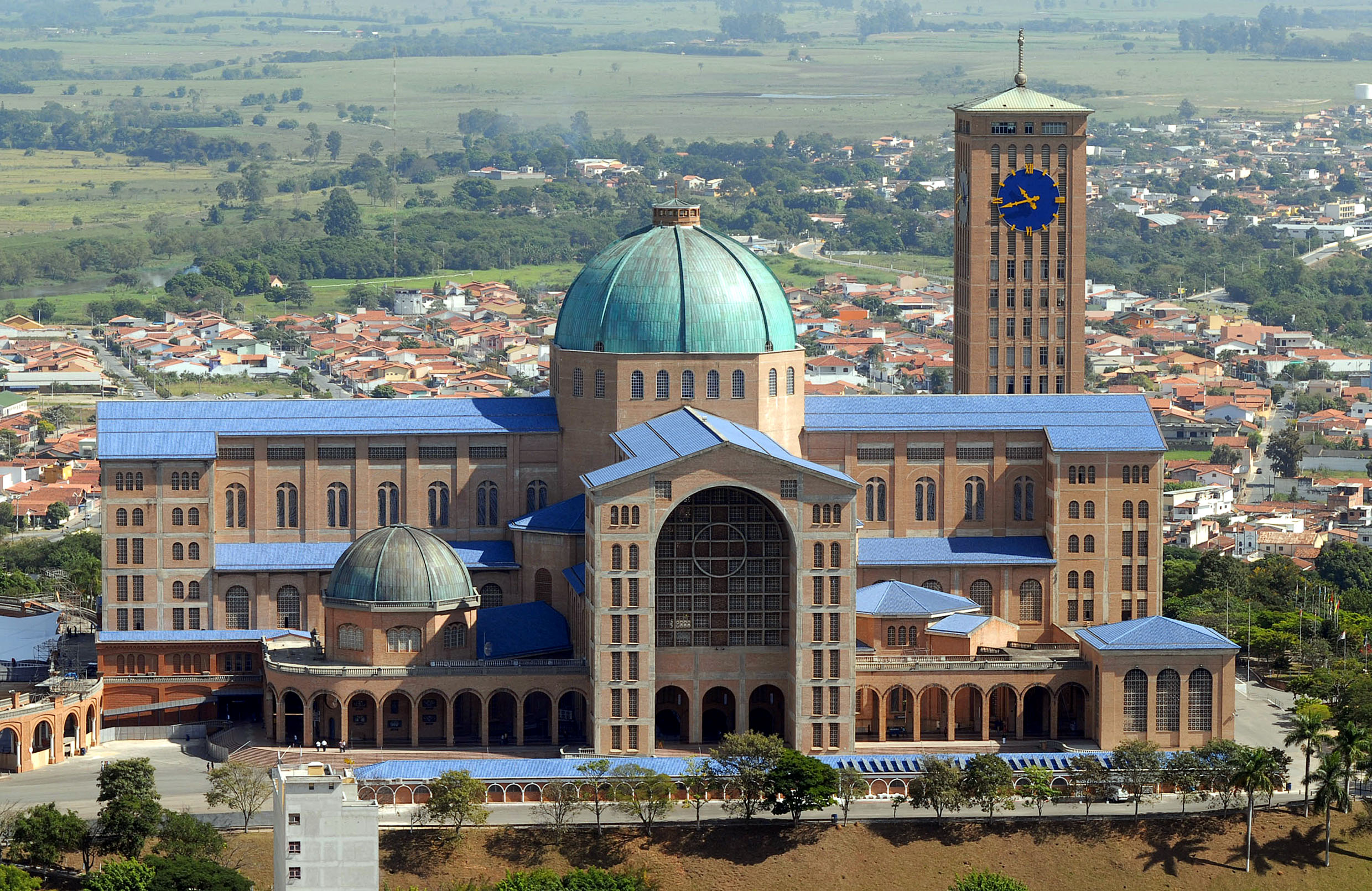
Vista general de la Basílica

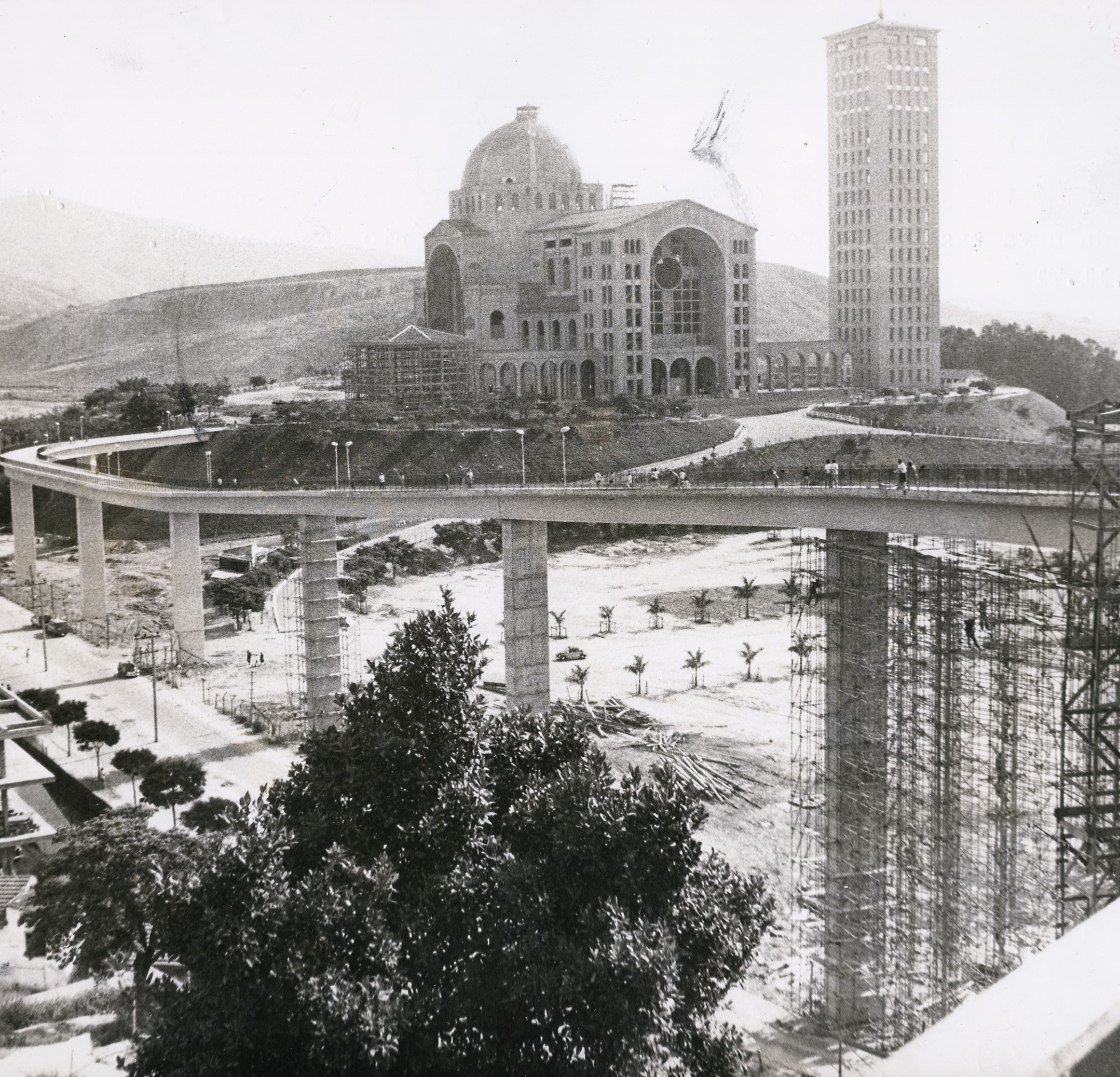
Construcció de la Basílica, amb la façana principal (nau nord), la cúpula i la torre ja finalitzades, i la pasarel·la en primer pla.

Benedito Calixto Neto va ser l'arquitecte contractat per la concepció del projecte i, en 1955, va iniciar-se la construcció de la nova basílica. L'estructura és en l'estil neoromànic i assumeix la forma d'una creu grega, amb braços de 188 m de longitud i 183 m d'amplada. La cúpula té 70 m d'altura i la torre arriba a una altura de 109 m.
Les obres s'iniciaren per la nau nord i van prossegir per la Torre Brasília. Acabada la torre, van proseguir per la cúpula central, després, ja a mitjans de 1972, per la Capella de les Espelmes i per la nau sud, passant després per les naus oest i est, i les ales intermediàries, finalment.
Hi ha una passarel·la, denominada "Passarel·la de la Fe", que connecta l'església vella i la basílica en un trajecte de 392 m d'extensió. Alguns fidels travessen aquest camí de genolls.
El Papa Benet XVI va visitar la Basílica del Santuari d'Aparecida el 12 de maig de 2007, durant el seu Viatge Apostòlic al Brasil en ocasió de la V Conferència General dels Bisbes d'Amèrica Llatina i del Carib. Durant la seva visita, el Papa va premiar el Santuari amb una Rosa d'Or.
Coincidint amb la Jornada Mundial de la Joventut, el Papa Francesc va visitar la basílica el 24 de juliol de 2013, celebrant-hi una missa.

És el principal centre de peregrinació de l'Església Catòlica en el Brasil. El Santuari Nacional d'Aparecida va ser reconegut pel Vaticà com la Catedral Arxidiocesana d'Aparecida el 12 de novembre de 2016, sent des de llavors una església episcopal oficial.

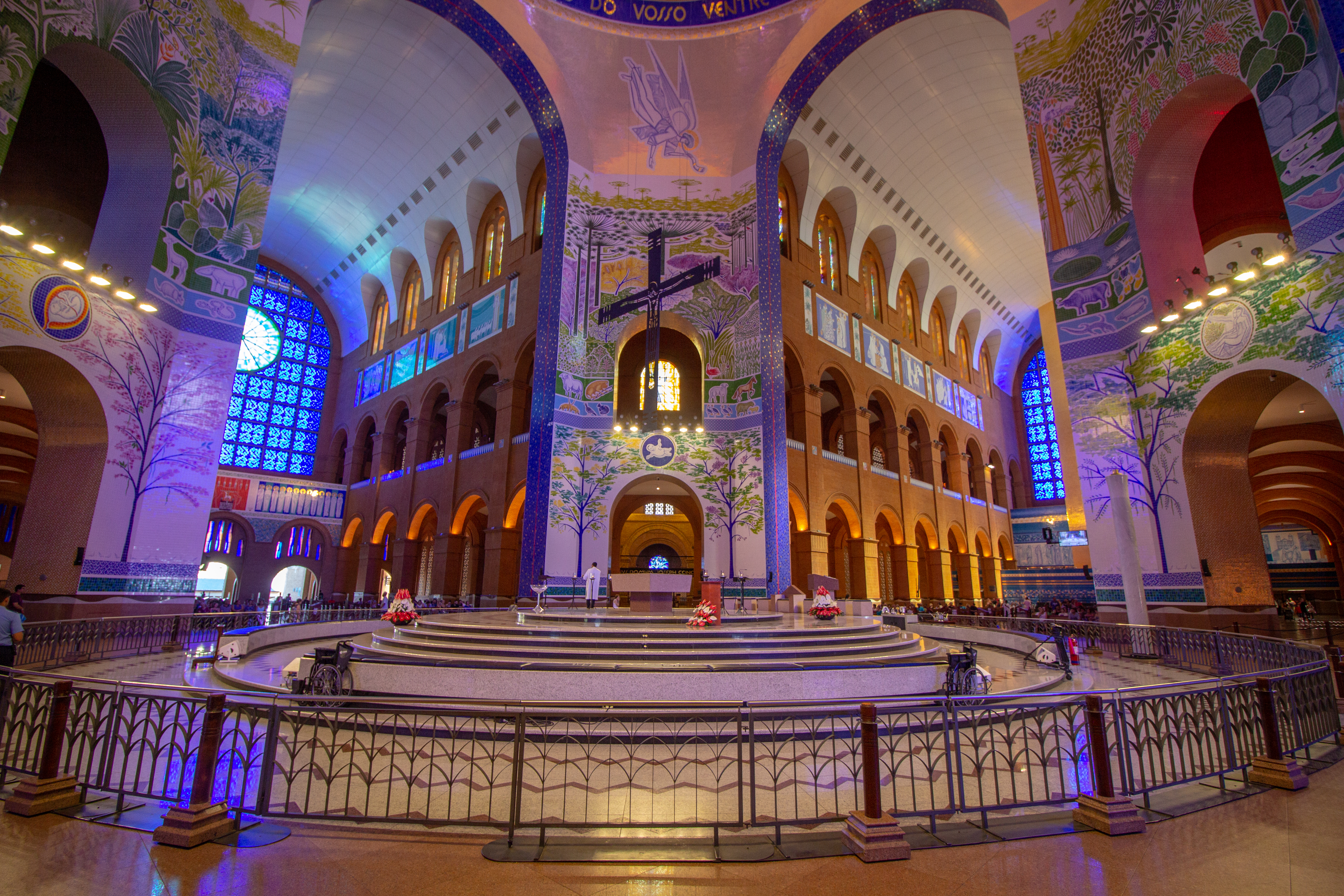
Altar principal

#### Infraestructura
El santuari està equipat amb infraestructures per rebre grans multituds, amb rampes d'accés al temple i al subsòl, ascensors per la visita al mirador de la Torre Brasília, superfícies antilliscants i estructures específiques per persones amb deficiència.

El recinte inclou un ambulatori per assistència mèdica, un recinte amb botigues i restaurants, punt de trobada i una àrea d'esbarjo. L'aparcament té capacitat per 2000 autobusos i 3000 automòbils particulars. El sistema de seguretat inclou un equip de 200 vigilants amb patrulles motoritzades.

## Rosa d'Or
La basílica d'Aparecida va rebre per tres vegades la Rosa d'Or del Papa, una de les més antigues i nobles condecoracions papals:
1. Pel Papa Pau VI, el 1967, en ocasió del jubileu de 250 anys de l'aparició de la imatge de Nossa Senhora da Conceição Aparecida, lliurament fet el 15 d'agost d'aquell any.
2. Beneïda pel Papa Benet XVI, el 18 de març de 2007, diumenge Laetare, i lliurada el 12 de maig del mateix any, amb motiu de la seva visita al Brasil.
3. Donada pel Papa Francesc, el 9 d'octubre de 2017, pel tercer centenari de l'aparició de la imatge.

## Ataciconoclasta

Capsa amb els fragment recuperats de la imatge de Nossa Senhora Aparecida.

El 16 de maig de 1978, durant una tempesta, la Basílica va quedar-se sense electricitat. Això va ser aprofitat per un jove de 19 anys, Rogério Marcos de Oliveira, per arribar fins a la fornícula on es trobava la figura de la Verge. Va trencar a cops el vidre de protecció i va fer-se amb l'estatueta. Quan va saltar a terra, la corona i el cap de la figura havien caigut i s'havien esmicolat. Oliveira va fugir corrents, sent interceptat per un guarda a la sortida del temple i, en el forcejament, la talla va caure a terra, trencant-se en bocins. El jove va escapolir-se i no va ser apressat fins a un quilòmetre lluny de la catedral.
El rector del Santuari, Izidro Santos, seguint el suggeriment de la Santa Seu, va contactar amb el Museu d'Art de São Paulo per encomanar el treball de restauració de la figura. La tasca va recaure en Maria Helena Chartuni, cap del Departament de Restauració. L'operació es va dur en sigil, ja que la premsa brasilera havia estat informada que els més de 200 bocins de la figura s'havien enviat al Vaticà. Chartuni va haver de refer el perfil dret de la faç de la marededeu, ja que els trossos recuperats eren insuficients per recompondre'l.
La restauració va concloure el 31 de juliol i la figura va tornar a la Basílica el 19 d'agost. Però, no es va realitzar una gran cerimònia, ja que l'Església es trobava de dol després de la mort del Papa Pau VI, ocorreguda tretze dies abans.